# 蜈蚣博弈
在博弈论中，蜈蚣博弈（Centipede game）是一个扩展形式的博弈，两位参与者轮流选择是“背叛”，停止博弈拿走更大那份收益，还是“合作”，继续博弈把选择权让给对方。如果选择合作，收益会逐渐增加。其中，如果一位参与者选择合作而对手在下一期选择背叛，这位参与者得到的收益将小于直接选择背叛。

## 具体描述
假设蜈蚣博弈有两位参与者爱丽丝与鲍伯，爱丽丝先行动。开始时，爱丽丝面前有两堆硬币，一堆有四枚，另一堆则有一枚。每位参与者行动时要二选一：拿走较多的那堆硬币并把较少的那堆留给对手，或者把两堆硬币放到对手面前让对手继续行动。如果选择后者，两堆硬币的数量就会翻倍（此处变多的硬币来源于外部）。例如第一回合中爱丽丝选择让对手继续行动，则两堆硬币的数量分别变为八枚和两枚。蜈蚣博弈有一个两人事先都知道的最大期数，一旦超过这个期数，则当前行动者必须选择拿走较多那堆的硬币，结束博弈。

## 均衡分析
如果两位参与者都是理性的，那么蜈蚣博弈有若干个纯策略纳什均衡，它们可以组合成无数多个混合策略纳什均衡。不过，子博弈精炼纳什均衡只有一个，那就是两位参与者永远选择背叛（即拿走较多的那堆硬币）。这也意味着第一期先手方就会选择背叛。
上述子博弈精炼纳什均衡可用逆向归纳法来分析得出。假设博弈进行到了最后一期，不妨设当前行动者是鲍伯，他选择背叛带来的收益大于合作带来的收益，因此他会选择背叛。爱丽丝也知道这一点，因为鲍伯选择背叛给爱丽丝带来的收益小于爱丽丝在前一期就背叛带来的收益，所以在前一期爱丽丝就会选择背叛。以此类推，每一期的行动者都会选择背叛。